# Wenatchee River
Der Wenatchee River ist ein Fluss im Bundesstaat Washington und entspringt dem Lake Wenatchee und fließt südöstlich in der Nähe Wenatchees im Wenatchee Confluence State Park in den Columbia River. Auf dem Weg fließt er an den Städten Plain, Leavenworth, Peshastin, Dryden, Cashmere, Monitor und Wenatchee vorbei.
Seine Zuflüsse sind der Chiwawa River, Nason Creek, Peshastin Creek und der Icicle Creek. Sein Einzugsgebiet umfasst 3450 km².

## Geschichte
Der Fluss grenzte bis zur Neuordnung im Jahr 1899 das Okanogan County vom Kittitas County ab und war das Zentrum des Chelan County.
Das Wasser des Wenatchee River und seiner Zuflüsse wurde seit 1891 hauptsächlich für die Bewässerung von Obstgärten benutzt. Entlang des Flusses befinden sich zwei kleine Dämme: Der westlich von Leavenworth gelegene Tumwater Canyon Dam und der Dryden Dam, welcher sich in der Nähe der Stadt Dryden befindet. Der Tumwater Canyon Dam stellte ursprünglich Strom für den knapp drei Kilometer langen Eisenbahntunnel zur Verfügung, um die Züge in der Nähe des Stevens Pass über die Kaskadenkette zu bringen. Ab 1928 wurde der Strom verwendet, um die Eisenbahnstrecke Wenatchee nach Skykomish zu betreiben.

## Wasserverschmutzung
In den drei letzten Studien des Washington State Department of Ecology wurde nachgewiesen, dass sich immer noch toxische Chemikalien, welche bereits vor Jahrzehnten verboten wurden, in der Umwelt befinden, in den Tieren konzentrieren und diese und die anwohnenden Menschen bedrohen. Im Jahr 2007 hat das Washington Department of Health den Menschen geraten, den Fisch abwärts von Leavenworth, aufgrund der erhöhten PCB-Werte, nicht zu essen.